# Кратасюк, Валентина Александровна
Валентина Александровна Кратасюк (1 декабря 1952, Златоуст) — российский биофизик, доктор биологических наук, профессор Сибирского федерального университета (СФУ). Заведующая кафедрой биофизики Института фундаментальной биологии и биотехнологии СФУ и лабораторией биолюминесцентных биотехнологий СФУ; ведущий научный сотрудник Института биофизики СО РАН.

## Биография
В. А. Кратасюк в 1975 году окончила Новосибирский государственный университет, по специальности биолог-биохимик. Свое первое изобретение сделала во время обучения в университете. С 1975 года работает в Институте биофизики СО РАН (до 1981 года институт был Отделом биофизики в Институте физики им. Л. В. Киренского). Защитила диссертации
кандидата (1985) и доктора (1995) биологических наук. С 1989 года профессор в Красноярском госуниверситете, с 1999 года заведующая кафедрой биофизики Красноярского государственного университета, с 2008 года преобразованного в Сибирский федеральный университет. Читает курсы лекций по современной биофизике в российских и зарубежных университетах.

## Научная деятельность
Научно-исследовательская деятельность В. А. Кратасюк посвящена созданию биолюминесцентных методов анализа, в частности разработке нового поколения биолюминесцентных биосенсоров для экологического мониторинга, контроля стресса в биологических объектах, контроля качества среды в замкнутых экосистемах для космических биотехнологий и других применений.
В. А. Кратасюк предложила и разработала новое направление биолюминесцентного анализа — ферментативные биотесты для экологической биофизики, а также новый подход для биохимического конструирования ферментативных биотестов. Разработала биотесты для оценки интегральной токсичности воды, почвы и воздуха.

### Избранные публикации
1. Kratasyuk V. A., Stepanova L. V., R. Ranjan, Sutormin O. S., S. Pande, Zhukova G. V., Miller O. M., Maznyak N. V., Kolenchukova O. A. A noninvasive and qualitative bioluminescent assay for express diagnostics of athletes' responses to physical exertion (англ.) // Luminescence : журнал. — 2020. — doi:10.1002/bio.3954.
2. Kratasyuk V., Esimbekova E. Applications of luminous bacteria enzymes in toxicology (англ.) // Combinatorial Chemistry & High Throughput Screening : журнал. — 2015. — Vol. 18, iss. 10. — P. 952—959. — doi:10.2174/1386207318666150917100257.
3. Kratasyuk V., Esimbekova E., Correll M., Bucklin R. Bioluminescent enzyme assay for the indication of plant stress in enclosed life support systems (англ.) // Luminescence : журнал. — 2011. — Vol. 26(6). — P. 543—546. — doi:10.1002/bio.1267.
4. Kratasyuk V. A., Esimbekova E. N., Gladyshev M. I., Khromichek E. B., Kuznetsov A. M., Ivanova E. A. The use of bioluminescent biotests for study of natural and laboratory aquatic ecosystems (англ.) // Chemosphere : журнал. — 2001. — Vol. 42(8). — P. 909—915. — doi:10.1016/s0045-6535(00)00177-6.
5. Kratasyuk V. A., Vetrova E. V., Kudryasheva N. S. Bioluminescent water quality monitoring of salt lake Shira (англ.) // Luminescence : журнал. — 1999. — Vol. 14(4). — P. 193—195. — doi:10.1002/(SICI)1522-7243(199907/08)14:4<197::AID-BIO529>3.0.CO;2-D.
6. Kratasyuk V. A., Kudinova I. Y. Practical enzymology course based on bioluminescence (англ.) // Luminescence : журнал. — 1999. — Vol. 14(4). — P. 189—192. — doi:10.1002/(SICI)1522-7243(199907/08)14:4<189::AID-BIO527>3.0.CO;2-E.

### Научные общества и организации
- Член Президиума Международного общества по Био- и Хемилюминесценции, Международного Оргкомитета Международных симпозиумов по био- и хемилюминесценции[16].
- Член Президиума Российского отделения Международного общества токсикологии и химии окружающей среды (SETAC).

### Награды и звания
- Звание «Почетный работник высшего профессионального образования Российской Федерации»
- Звание «Соросовский профессор»
- Звание «Заслуженный ветеран Сибирского Отделения РАН»